# Estádio De Kuip
O Stadion Feijenoord (mais conhecido como De Kuip, A Banheira em neerlandês), é um estádio de futebol localizado em Roterdã, na província neerlandesa da Holanda do Sul. É a casa da equipe de futebol do Feyenoord.
Inaugurado em 1937 com 64.000 lugares, atualmente recebe 51.480 pessoas.
Com a Segunda Guerra Mundial e a ocupação alemã, muito dos materiais do estádio foram aproveitados. Apenas em 1949 o estádio recebeu cadeiras extras (chegando a capacidade máxima de 69.000 lugares) e em 1958, recebeu iluminação.
Em 1994, o estádio foi amplamente reformado: novo telhado, novas cadeiras e a construção de um restaurante e um museu.
Já sediou mais de 150 partidas internacionais e várias finais europeias, entre elas: a final do Euro 2000 (França 2-1 Itália no prolongamento), duas finais da Liga dos Campeões da UEFA: 1972 (AFC Ajax 2 - 0 Internazionale) e 1982 (Aston Villa 1 - 0 Bayern Munique), e uma da Copa da UEFA de 2002 (Feyenoord 3-2 Borussia Dortmund).
Recebeu seu primeiro concerto em 1978. A partir disso, recebeu vários outros, tais como os dos seguintes artistas: The Rolling Stones, Pink Floyd, U2, Dire Straits, Michael Jackson, David Bowie, Bob Dylan e Guns N' Roses.

## Euro 2000
| Data        | Público | Seleção       | Placar | Seleção       | Fase             |
| ----------- | ------- | ------------- | ------ | ------------- | ---------------- |
| 13 de junho | 41 500  | Espanha       | 0–1    | Noruega       | Grupo C          |
| 16 de junho | 51 117  | Dinamarca     | 0–3    | Países Baixos | Grupo D          |
| 20 de junho | 51 504  | Portugal      | 3–0    | Alemanha      | Grupo A          |
| 25 de junho | 47 700  | Países Baixos | 6–1    | Iugoslávia    | Quartas de final |
| 2 de julho  | 48 200  | França        | 2–1    | Itália        | Final            |

## Galeria

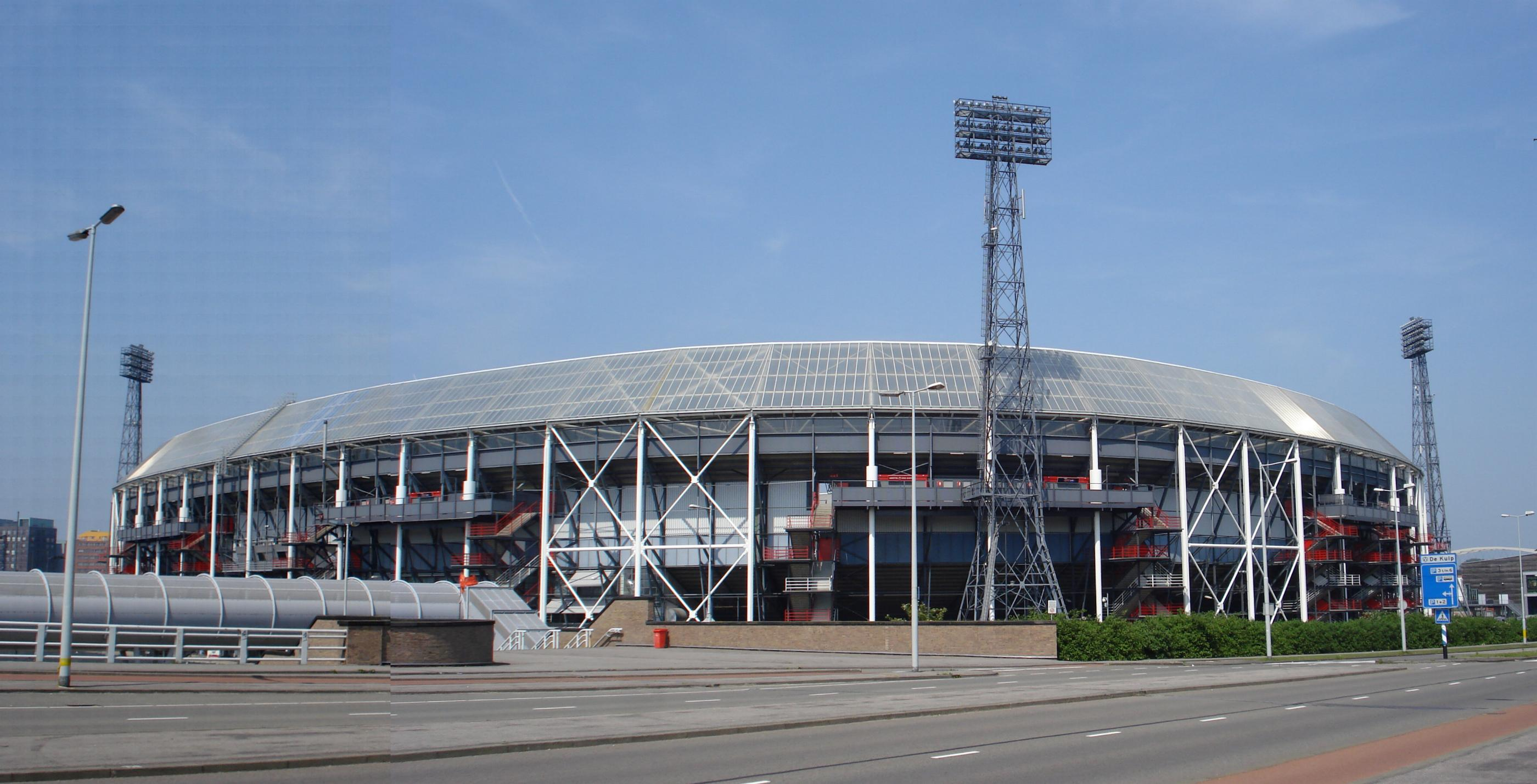
De Kuip
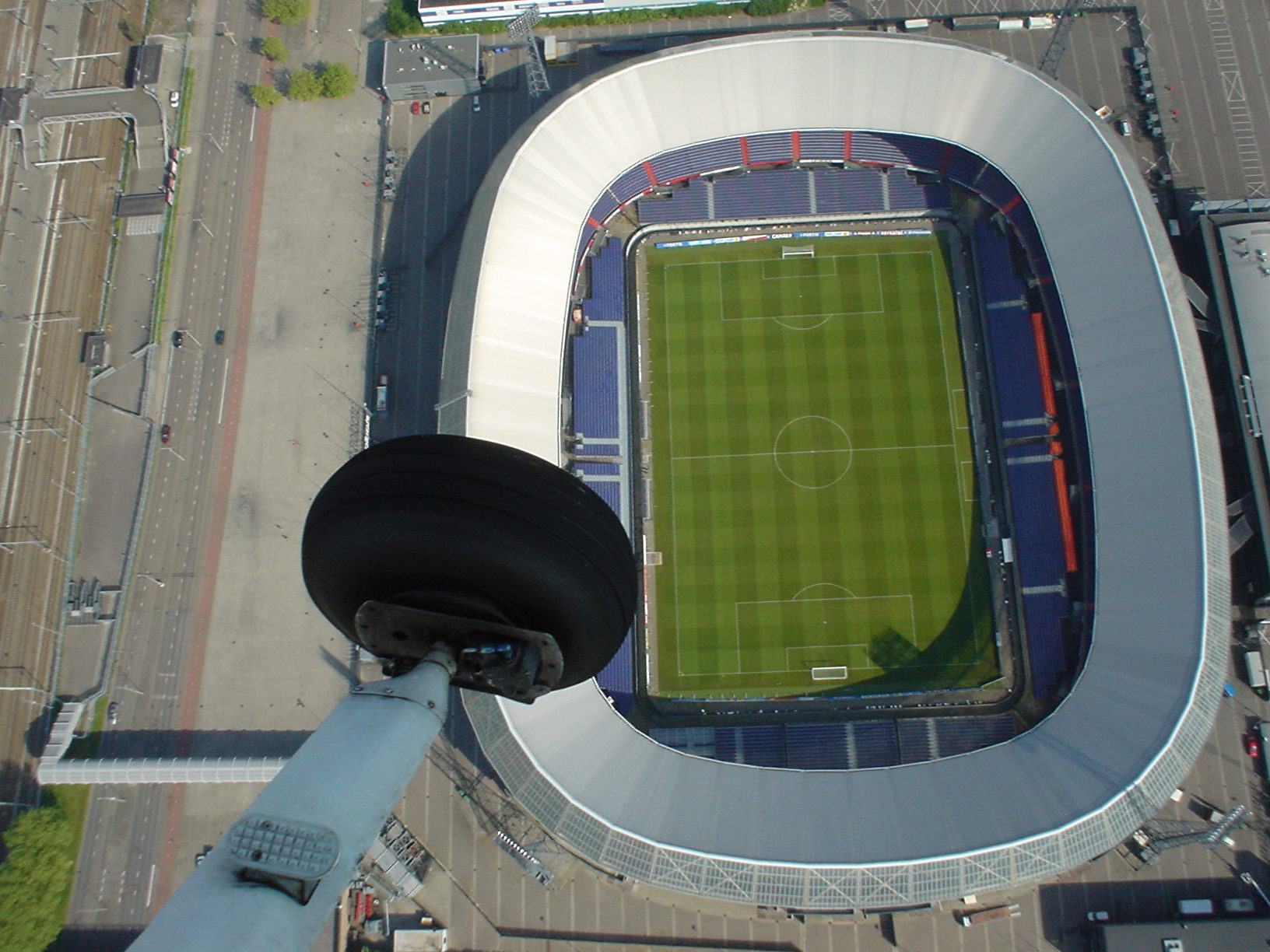
De Kuip de cima
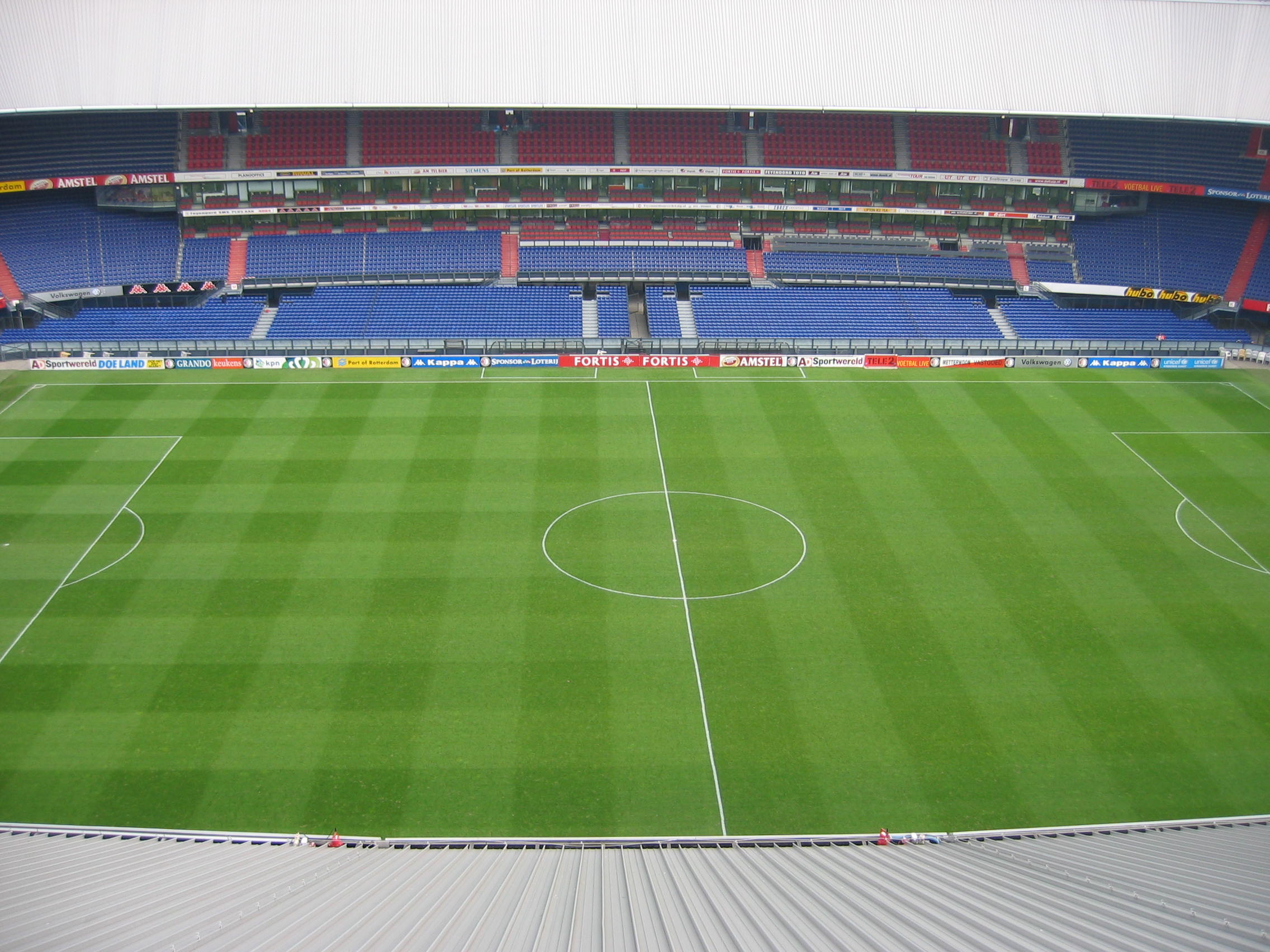
Dentro do estádio
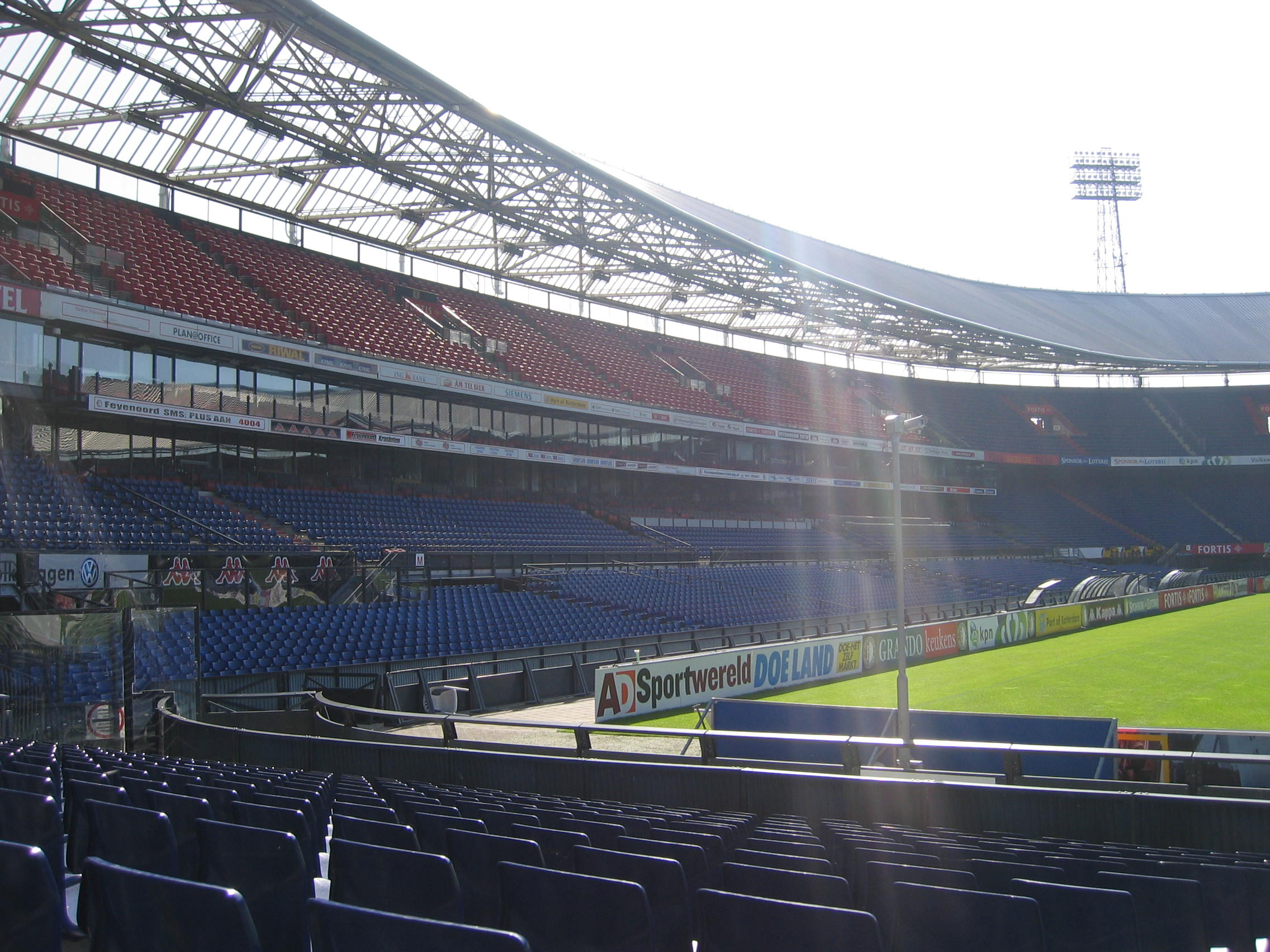
Outra vista dentro do estádio
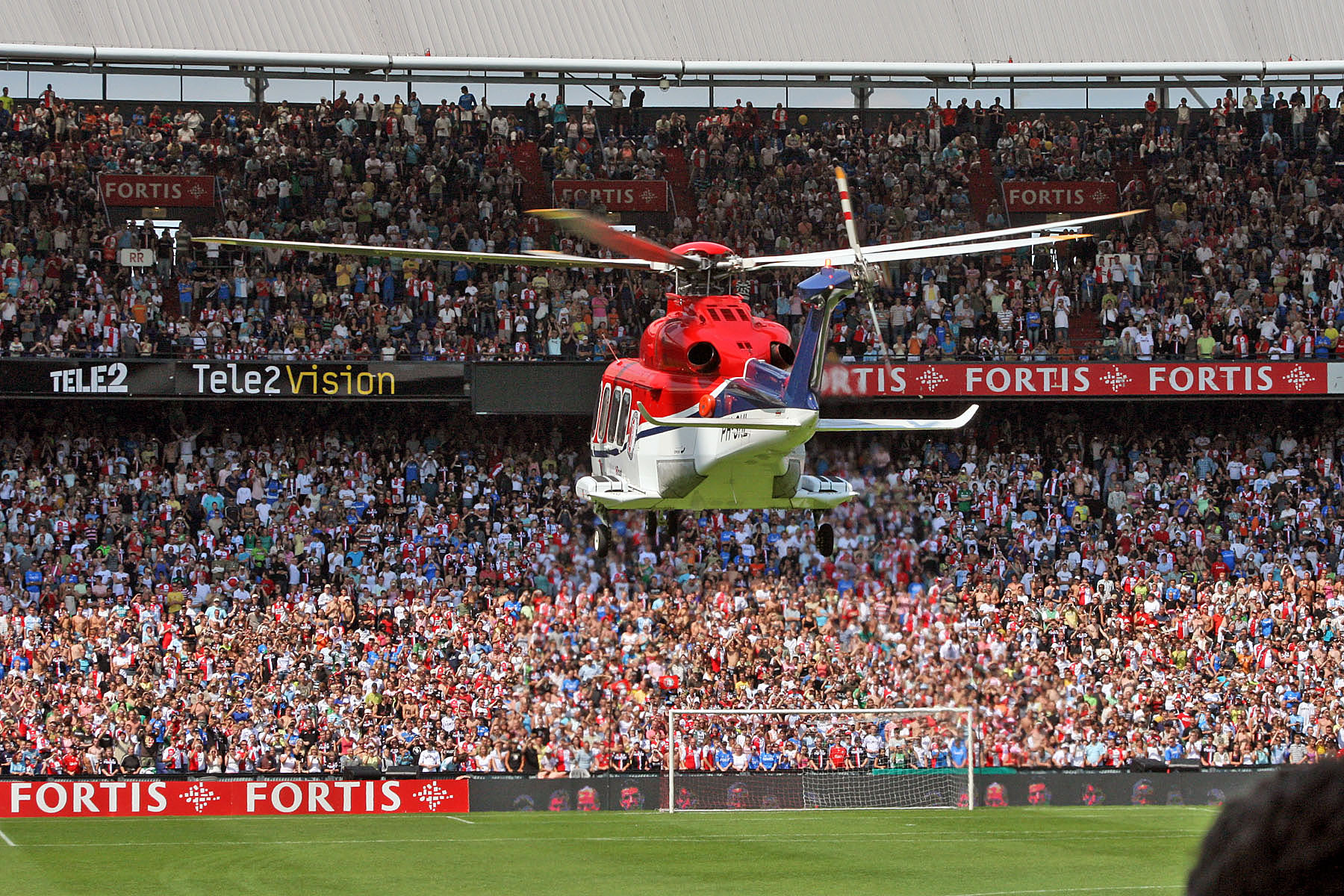
Helicóptero entrando no estádio
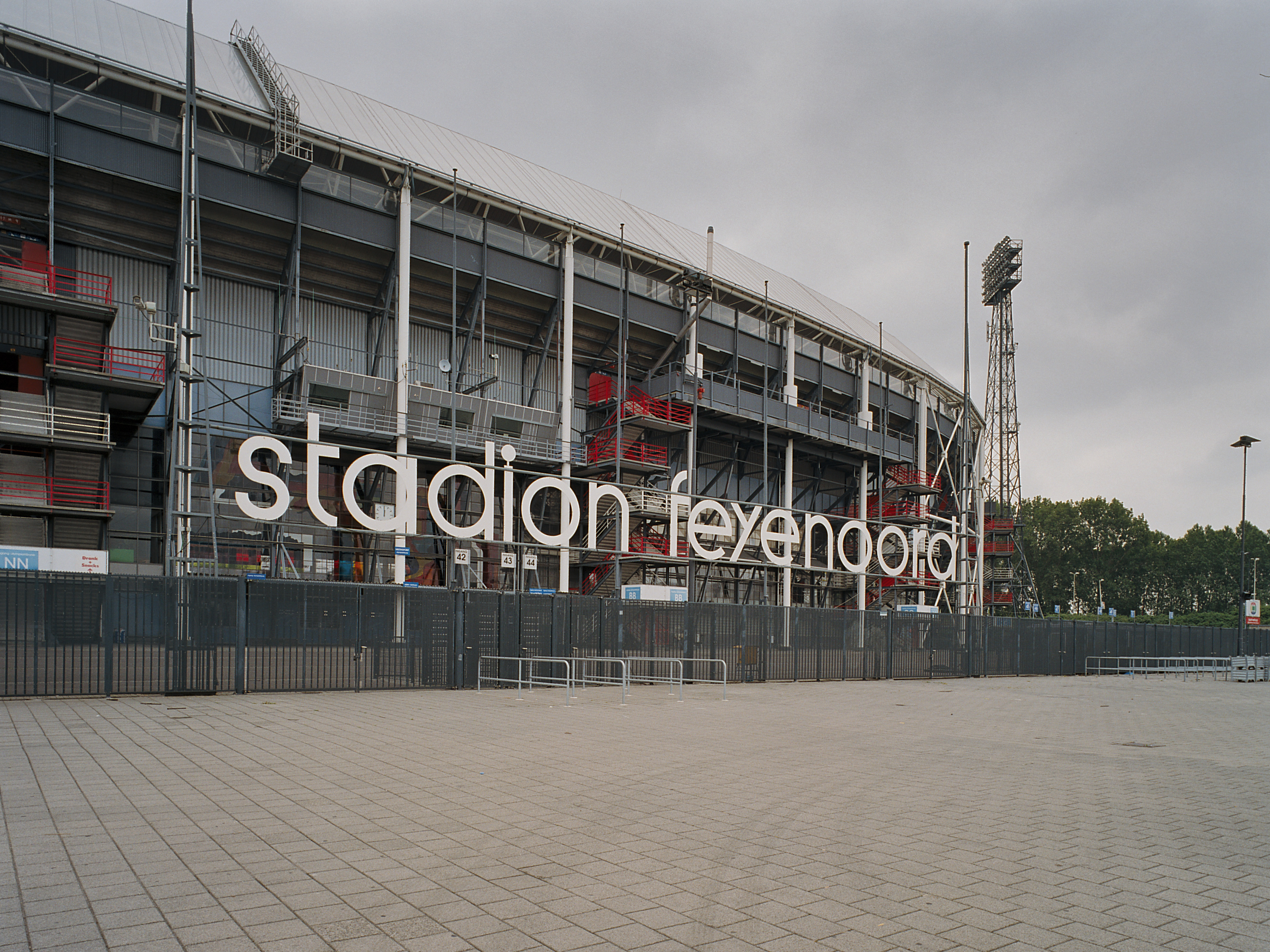
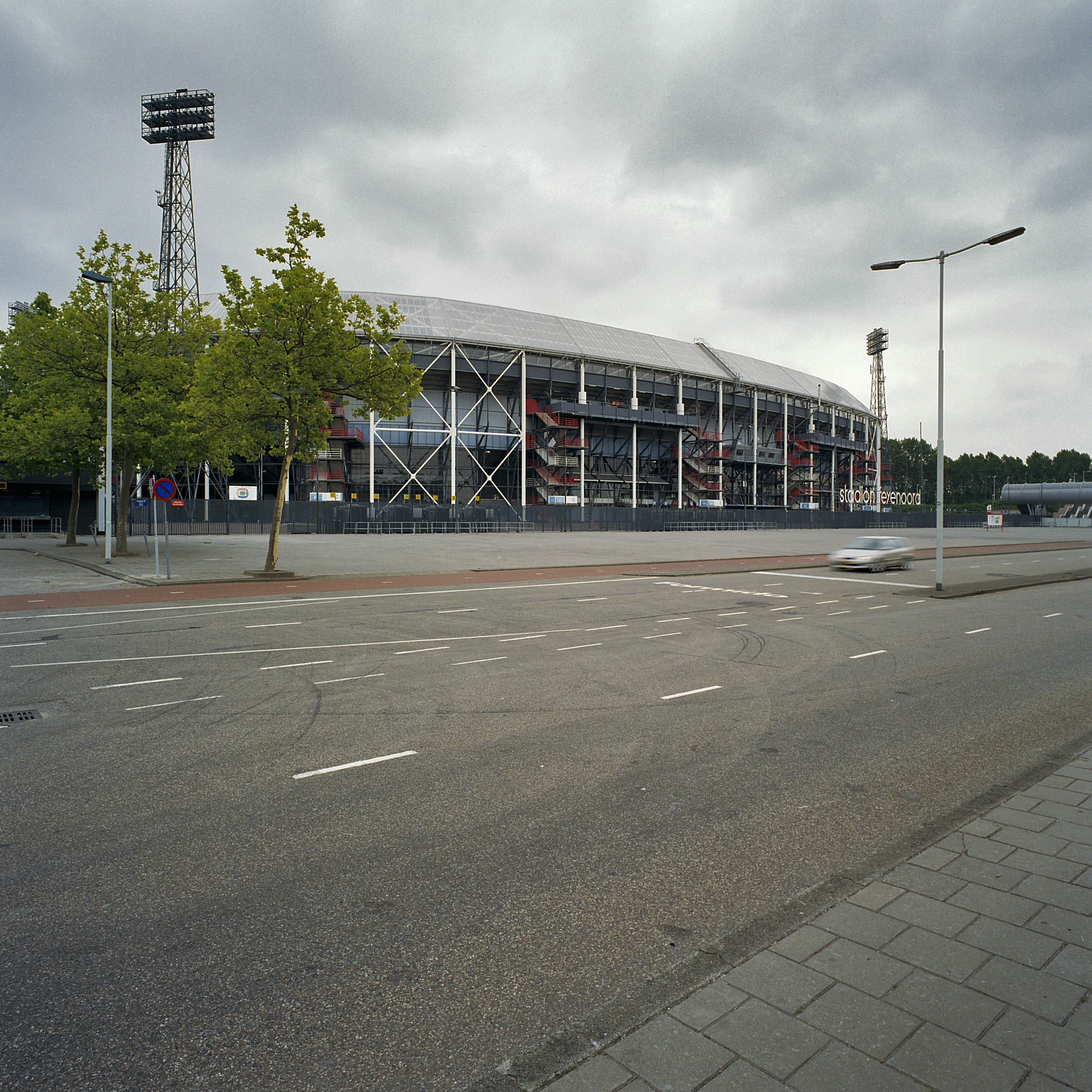
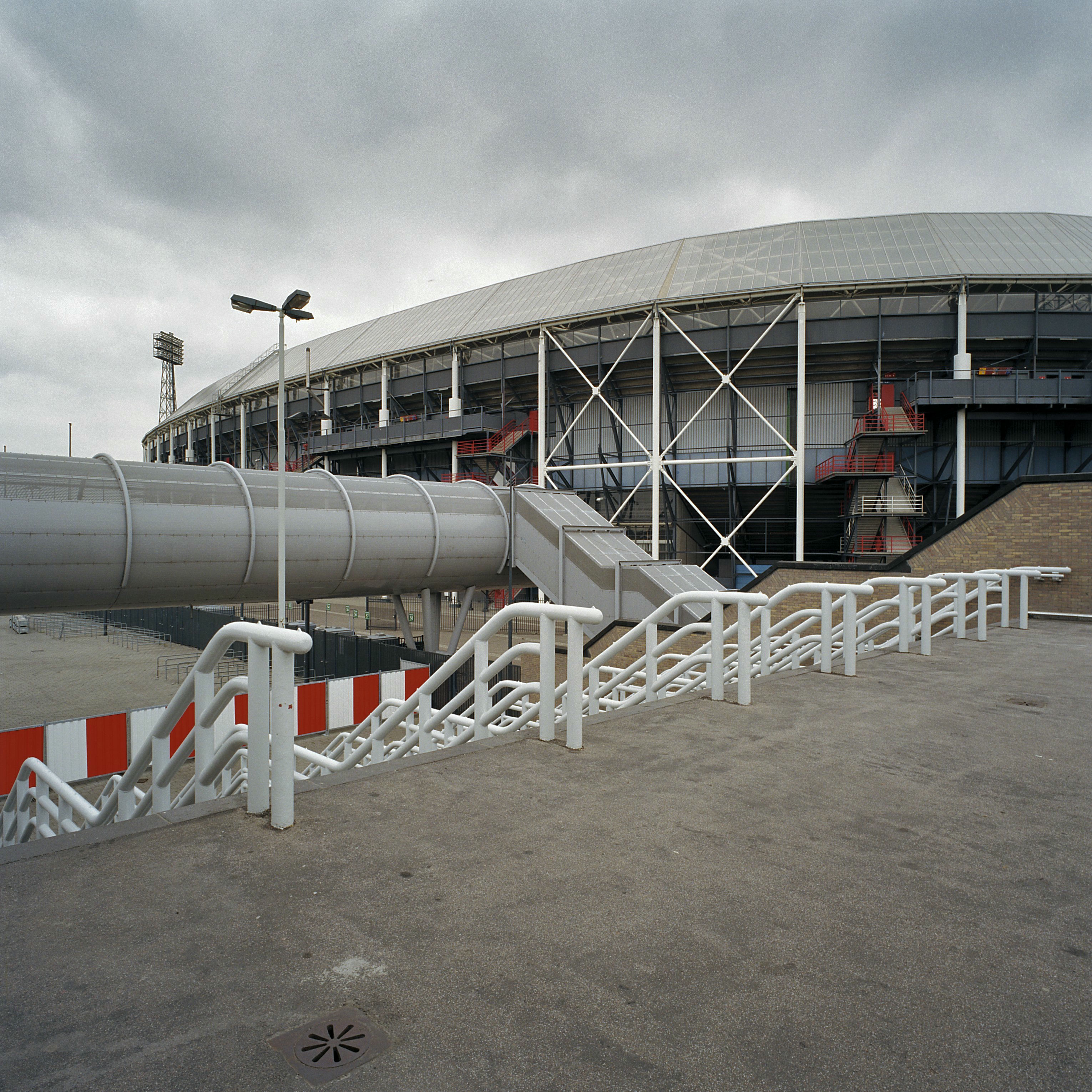